# 타일러 라쉬
타일러 조지프 라쉬(영어: Tyler Josef Rasch 타일러 조지프 라시[*], 1988년 5월 6일~)는 대한민국에서 활동하고 있는 미국 출신의 방송인이며, 서울대학교 대학원에서 외교학 석사 학위를 받았다. 2014년부터 JTBC의 예능 프로그램 비정상회담에서 미국 대표로 출연하면서 널리 알려졌다.

## 생애

### 성장 과정
버몬트주의 스트래턴에서 오스트리아계 미국인 아버지와 포르투갈계 미국인 어머니 사이에서 태어났다. 어린 시절 공룡에 대한 관심이 많아 고고학자를 꿈꿨으며, 고등학교 때에는 음악에 관심이 생겨 지휘자가 되고 싶어했고 연극과 연기에도 흥미가 많았다. 부모에게 모든 허락을 받고 음대에 진학할 생각을 가지고 있었으나 고등학교 4학년 때 자신이 음악 대학에 진학하게 되면 음악 이외에 다른 것을 공부할 기회를 접하지 못할 거란 생각이 들어 음대 진학을 포기했다.
시카고 대학교 국제학부를 재학하면서 프랑스어, 포르투갈어, 스페인어 등 학기마다 여러 유럽 국가의 언어를 공부하다가 중국어를 배우면서 유럽 중심의 세계관이 확 바뀌었다. 이후 자연스레 인접 국가인 대한민국의 한국어에도 관심을 보였고, 영어와 다른 어순, "은/는/이/가" 등의 교착어에 흥미를 느껴 한국어를 집중적으로 공부했다.
대학교 졸업 후 한국어를 일상생활이 아닌 학술적, 기술적으로도 이용할 수 있는 일자리를 알아보기 시작했다. 외무고시 시험에 응했지만 다양한 테스트에서 점수가 낮아 불합격 통보를 받았고, 이후 버몬트 주의 상원의원 사무실과 주미 한국대사관 등에서 인턴십을 했다. 한국으로 와서 1년만 어학당에 다니며 공부할 생각이었으나 대한민국에 대해 본격적으로 공부하고 싶다는 마음이 생겨 머무르기로 결심했고, 서울대학교 대학원에 정식으로 진학하여 2016년 8월에 외교학 석사학위를 받았다.
오랜 꿈 중 하나인 기후위기 해결을 위해 2016년부터 WWF(세계자연기금) 홍보대사로 활동하며 환경 문제의 심각성을 알려왔으며, 2020년 <두 번째, 지구는 없다>라는 책을 펴내기도 했다. 이 책은 콩기름 잉크를 최소한으로 사용하여 파격적인 디자인으로도 주목을 끌었다.

## 학력
- 시카고 대학교 국제학부 학사
- 2016년 8월 서울대학교 대학원 정치외교학부 외교학전공 석사과정 졸업, 외교학석사 (학위논문명 - 유학생 유치 네트워크와 국가모델 : 한국과 말레이시아의 사례)

### TV 프로그램
- 2014년 JTBC 비정상회담
- 2015년 KBS 시간여행자 K
- 2015년 tvN 뇌섹시대 - 문제적 남자
- 2015년 JTBC 내 친구의 집은 어디인가
- 2015년 MBC 정오의 희망곡 김신영입니다 - 타일러의 똑똑 잉글리쉬
- 2016년 MBC 미스터리 음악쇼 복면가왕 - 수상한 모자 장수
- 2016년 JTBC 말하는대로 - 1회 게스트
- 2017년 SBS 뜻밖의 미스터리 클럽
- 2017년 SBS 김어준의 블랙하우스
- 2022년 KBS1 다큐On 133회 : 한국차, 청춘을 만나다 - 내레이션
- 2022년 JTBC 톡파원 25시
- 2024년 SBS 국민 참견 재판

### 영화
- 《삼진그룹 영어토익반》 (2020년) - 영어강사 역

### 광고
- 써브웨이 (2014년)×2
- 조지아 - 내 친구의 집은 어디인가 편 (2015년)
- 가그린 (2015년)
- 피죤 (2016년)